# Selo pri Vodicah
Selo pri Vodicah je naselje v Občini Vodice.